# Earl Williams
Earl "The Twirl" Williams (Levittown, Pensilvania; 24 de marzo de 1951) es un exjugador de baloncesto estadounidense que disputó cuatro temporadas en la NBA, además de jugar en la liga israelí, la liga italiana y la liga sueca. Con 2,01 metros de estatura, jugaba en la posición de ala-pívot.

## Trayectoria deportiva

### Universidad
Jugó durante cuatro temporadas con los Rams de la Universidad de Winston-Salem State, en las que promedió 19,1 puntos y 21,3 rebotes por partido.

### Profesional
Fue elegido en la cuadragésimo novena posición del Draft de la NBA de 1974 por Phoenix Suns, y también por los Virginia Squires en la séptima ronda del draft de la ABA, fichando por los primeros. Allí jugó una temporada como suplente, promediando 4,7 puntos y 5,8 rebotes por partido.
Al año siguiente fue traspasado a Detroit Pistons a cambio de una futura ronda del draft, donde contó con pocas oportunidades de juego, promediando 3,7 puntos y 5,5 rebotes por encuentro. En 1976 fichó como agente libre por los New York Nets, pero únicamente disputó un partido con su camiseta.
Se marchó entonces a jugar al Alvik BK de la liga sueca, para regresar en 1978 para fichar por los Boston Celtics, donde sólo jugó 20 partidos, en los que promedió 6,1 puntos y 5,3 rebotes.
En 1979 fichó por el Maccabi Tel Aviv, donde jugó tres temporadas, ganando en todas ellas el título de liga, y en 1981 la Copa de Europa, derrotando a la Virtus Bologna en la final. el 17 de febrero de 1983 protagonizó un incidente muy recordado por los aficionados del Real Madrid, cuando en un partido de la liguilla de la Copa de Europa, un espectador le alcanzó con una moneda en la cabeza, a lo que Williams reaccionó trepando por la grada para agredir a dicho espectador. Su compañero Aulcie Perry corrió detrás de él, agarrándolo y lanzándolo al suelo desde la tribuna.
En 1982 se nacionalizó israelí, y un año más tarde se marcharía a jugar a la Serie A2 italiana, jugando una temporada en el Fortitudo Bologna y otra en el Libertas Brindisi, promediando en total 18,9 puntos y 16,5 rebotes por partido. Terminó su carrera de vuelta en Israel, jugando en el Hapoel Holon y en el Bnei Herzliya.

## Estadísticas de su carrera en la NBA

### Temporada regular
| Temporada | Edad | Equipo          | Liga | P   | TIT | MIN  | TC  | TCA | %TC  | 3P | 3PA | %3P | TL  | TLA | %TL  | R.OF. | R.DEF. | REB | ASIS | ROB | TAP | PER | FP  | PTS |
| 1974-75   | 23   | Phoenix Suns    | NBA  | 79  |     | 13.2 | 2.1 | 5.0 | .414 |    |     |     | 0.6 | 1.3 | .437 | 2.0   | 3.8    | 5.8 | 1.2  | 0.4 | 0.4 |     | 1.8 | 4.7 |
| 1975-76   | 24   | Detroit Pistons | NBA  | 46  |     | 12.2 | 1.6 | 3.3 | .480 |    |     |     | 0.5 | 1.0 | .500 | 2.2   | 3.2    | 5.5 | 0.4  | 0.5 | 0.4 |     | 1.8 | 3.7 |
| 1976-77   | 25   | New York Nets   | NBA  | 1   |     | 7.0  | 0.0 | 2.0 | .000 |    |     |     | 3.0 | 6.0 | .500 | 1.0   | 1.0    | 2.0 | 1.0  | 0.0 | 1.0 |     | 2.0 | 3.0 |
| 1978-79   | 27   | Boston Celtics  | NBA  | 20  |     | 13.7 | 2.7 | 6.2 | .439 |    |     |     | 0.7 | 1.2 | .583 | 2.1   | 3.2    | 5.3 | 0.6  | 0.6 | 0.5 | 1.0 | 2.1 | 6.1 |
| Total     |      |                 | NBA  | 146 |     | 12.9 | 2.0 | 4.6 | .432 |    |     |     | 0.6 | 1.2 | .475 | 2.1   | 3.5    | 5.6 | 0.9  | 0.4 | 0.4 | 1.0 | 1.8 | 4.5 |